# هفت خدای بخت و اقبال

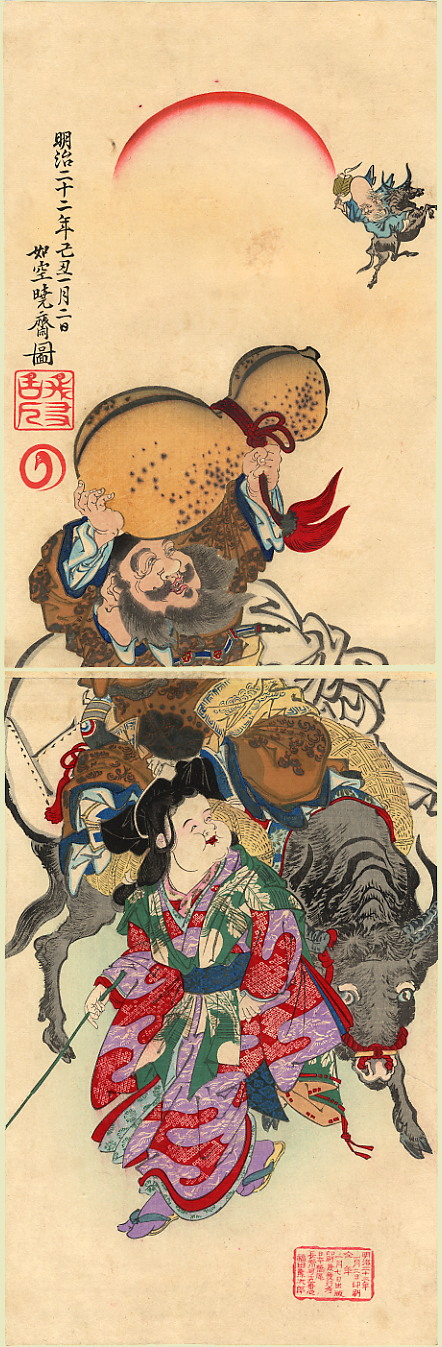
دایککو سوار بر گاو نر، به ساربانی اتافوکو، و هتی در آسمان

هفت خدای بخت و اقبال (انگلیسی : Seven Gods of Fortune ژاپنی : 七福神 رماجی: Shichifukujin) آنان هفت خدای خوشبختی در آئین شینتو، افسانه‌های ژاپنی، و فرهنگ توده است . معمولاً اشکال این خدایان در ساختن نتسوکه ("کشکول ژاپنی") و تصویرهای دیگر به کار می‌رود .
هر کدام از این خدایان ویژگی مخصوصی دارد:
1. ابیسو، خدای ماهیگیران و کارگران، معمولاً تصویرها وی را با ماهی‌ای بزرگ زیر بغلش نمایان می‌کند .
2. دایککوتن (دایککو)، خدای دارائی، بازرگانی و تجارت است . ابیسو و دایککو معمولاً به صورت تمثال حجاری شده یا ماسک در مغازه‌های کوچک نمایان می‌شوند .
3. بیشامنتن خدای رزمجویان و جنگ آوران .
4. بنزایتن (بنتن - ساما)، ایزدبانوی دانش، هنر، زیبائی، و بالخصوص موسیقی .
5. فوکورکوجو خدای شادی، دارائی و طول عمر .
6. هتی خدای شاد و فربهٔ فراوانی و تندرستی .
7. جوروجین (گاما)، خدای طول عمر .
8. یابوکو خدای جنگ

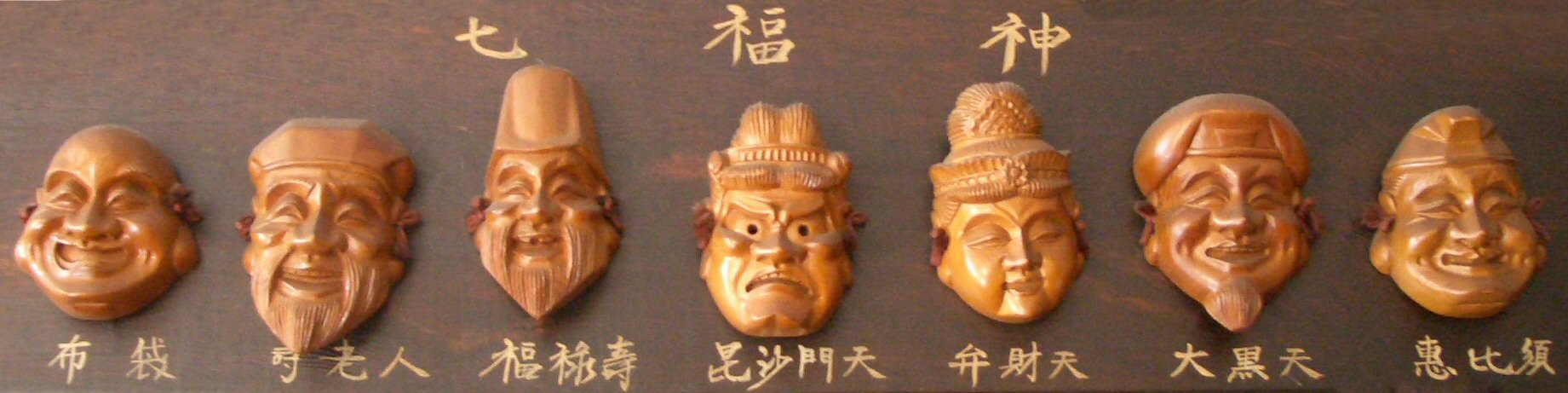
از چپ به راست: هتی، جوروجین، فوکورکوجو، بیشامنتن، بنزایتن، دایککوتن، ابیسو

بسیاری از خدایان ژاپنی از هندوستان و چین به ژاپن منتقل شده‌اند . این هفت خدای مورد نظر از چین منتقل شده‌اند . ایزدبانوئی دیگر، کیچیجوتن ایزدبانوی شادی، گاهی به جای جوروجین و در صف هفت خدای بخت و اقبال پیدا می‌شود . دلیل این آن است که جوروجین و فوکورکوجو در اصل مظهر و جلوهٔ همان یک خدای تائوی هستند : "ستارهٔ جنوبی" . هر آینه، آنچنان که در فرهنگ توده معروف است، خدایان ژاپنی گاهی نمایان اشیای مختلف در جاهای مختلف می‌باشند .
هفت خدای بخت و اقبال معمولاً در تاکارابونه (宝船) "کشتی گنج" تصویر می‌شوند . داستان‌های کهن توصیف می‌کنند که این هفت خدا هنگام نوروز (البته نوروز ژاپنی) به شهر می‌رسند و هدیه‌های شگفت‌آوری را به افراد شایستهٔ آن می‌دهند . در نوروز کودکان عادتاً پاکت سرخ رنگی آراسته به تاکارابونه و حاوی هدیه یا پول دریافت می‌کنند . تاکارابونه و هفت خدای بر آن معمولاً در هنر ژاپنی تصویر می‌شود .

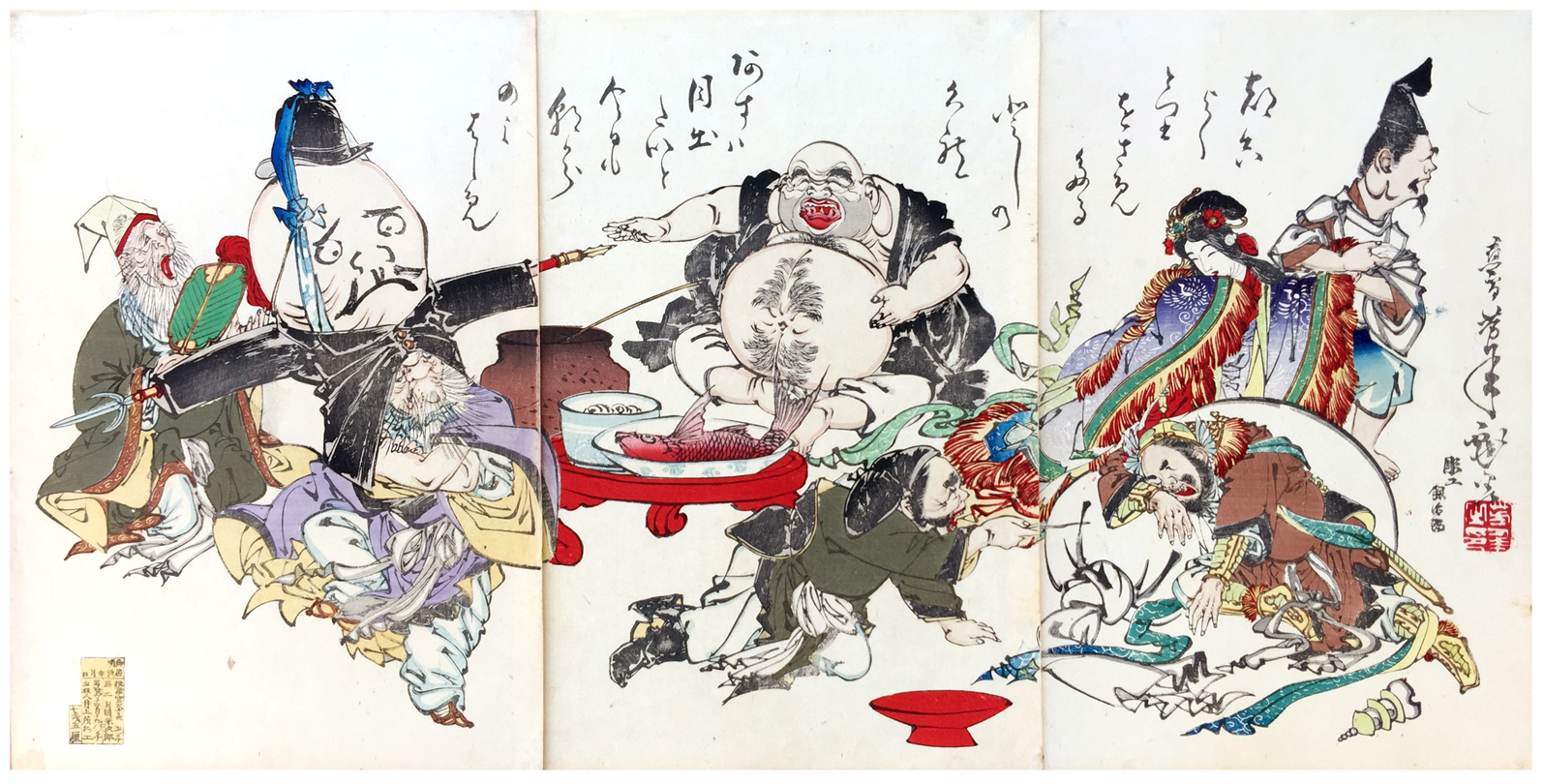
هفت خدای بخت و اقبال، اثر تسوکیکا یوشیتشی